# George Takei
George Takei (ur. 20 kwietnia 1937 w Los Angeles, Kalifornia) – amerykański aktor, występował w roli sternika USS Enterprise i kapitana Hikaru Sulu w filmach i serialach Star Trek. Wcielił się również w tę postać w sześciu pełnometrażowych filmach i odcinku serii Star Trek: Voyager.
Zaangażowanie Takei w media społecznościowe przysporzyło mu dodatkową sławę. Obecnie posiada ponad 8 milionów polubień, od czasu dołączenia do Facebooka w 2011 roku, często udostępnia zdjęcia z oryginalnym humorystycznym komentarzem.
Oprócz kontynuowania kariery aktorskiej, jest rzecznikiem praw mniejszości seksualnych oraz jest aktywny w polityce państwowej i samorządowej. Otrzymał kilka nagród i wyróżnień za swoją pracę na rzecz praw człowieka oraz japońsko-amerykańskich stosunków, w tym za pracę z Japońsko-Amerykańskim Muzeum Narodowym.
30 października 1986 otrzymał własną gwiazdę w Alei Gwiazd w Los Angeles znajdującą się przy 6681 Hollywood Boulevard.

## Dzieciństwo
Hosato Takei urodził się w Boyle Heights, w Los Angeles, w Kalifornii. Jego rodzice to Fumiko Emily (z domu Nakamura, urodzona w Sacramento) i Takekuma Norman Takei, urodzony w prefekturze Yamanashi, w Japonii. Zajmował się handlem nieruchomościami.
Ojciec Hosato był anglofilem i nadał synowi imię George po królu Wielkiej Brytanii Jerzym VI, którego koronacja miała miejsce w 1937 roku.
W 1942 roku rodzina Takei została zmuszona do zamieszkania w przerobionej końskiej stajni w Santa Anita Park, przed wysłaniem do Centrum Przeprowadzek Wojennych dla internowanych, w Rohwer, Arkansas, a następnie do Centrum Przeprowadzek Wojennych Tule Lake w Kalifornii. Wraz z rodziną powrócił do Los Angeles pod koniec II wojny światowej.
Uczęszczał do Mount Vermont Junior High School, gdzie był przewodniczącym rady uczniowskiej. Był członkiem Chłopięcej Grupy Skautów 379 Buddyjskiej Świątyni Koyasan. Kończąc szkołę średnią Takei zapisał się na Uniwersytet Kalifornijski w Berkeley, gdzie studiował architekturę. Później uczęszczał na Uniwersytet Kalifornijski w Los Angeles, gdzie otrzymał licencjat ze sztuk teatralnych w 1960 roku i tytuł magistra sztuk teatralnych w 1964 roku. Uczęszczał także do Instytutu Szekspirowskiego w Stratford-upon-Avon, w Anglii i na Sophia University w Tokio. W Hollywood studiował aktorstwo na Warsztatach Desilu.

### Wczesna kariera
Takei zaczął swoją karierę w Hollywood w późnych latach 50. XX w., w czasie gdy Azjaci rzadko występowali w amerykańskich programach telewizyjnych i filmach. Jego pierwszą rolą było udzielanie głosów dla kilku postaci w angielskim dubbingu japońskich filmów kaijū, jak Godzilla kontratakuje oraz Rodan – ptak śmierci, a następnie wystąpienie w nagrodzonym Nagrodą Emmy serialu telewizyjnym Playhouse 90 i odcinku The Case of the Blushing Pearls Perry’ego Masona.
Zapoczątkował rolę George’a w musicalu Fly Blackbird!, ale gdy spektakl przenosił się z Los Angeles na Broadway, aktorzy wybrzeża zachodniego zostali zmuszeni do prób i rolę otrzymał William Sugihara. Ostatecznie Sugihara musiał zrezygnować z roli i Takei wystąpił w ostatnich miesiącach w spektaklu.
Takei później pojawił się u boku takich aktorów, jak: Frank Sinatra w Tak niewielu, Richard Burton w Pałac z lodu, Jeffrey Hunter w Z piekła do wieczności, Alec Guinness w Większość jednego, James Caan w Czerwona linia 7000 czy Cary Grant w Idź, nie biegnij. Zagrał główną rolę w epizodzie Spotkanie filmu Strefa mroku, który nie jest autoryzowany w Stanach Zjednoczonych.
Niewymieniony w czołówce filmu PT-109 z 1963 roku, gra sternika okrętowego sterującego japońskim niszczycielem, który staranował amerykański ścigacz patrolowy PT-109, pod dowództwem Johna Fitzgeralda Kennedy’ego. Wystąpił gościnnie w odcinku Mission: Impossible z 1966 roku, w pierwszym sezonie tego serialu. Wystąpił również w dwóch komediach Jerry’ego Lewisa, w The Big Mouth i Przepraszam, którędy na front? W 1969 roku Takei był narratorem nagrodzonego dokumentu The Japanese Sword as the Soul of the Samurai.
W czasie II wojny światowej jako Amerykanin japońskiego pochodzenia był przetrzymywany w obozie dla internowanych. Po uwolnieniu pod koniec wojny włączył się w działalność polityczną na Uniwersytecie Kalifornijskim. Działał we władzach miasta Los Angeles. W 1972 roku ubiegał się o fotel burmistrza Los Angeles, zajmując 2. miejsce na siedemnastu kandydatów. W ostatnich latach występował w serialu Herosi, jako ojciec jednego z głównych bohaterów – Hiro Nakamury. W 2004 roku został odznaczony Orderem Wschodzącego Słońca.
W październiku 2005 roku na łamach magazynu „Frontiers” Takei ujawnił się jako gej. Potwierdził, że od 18 lat żyje w związku partnerskim z Bradem Altmanem. 15 sierpnia 2008 roku odbył się ślub pary.
Na cześć George’a Takei nazwana została planetoida (7307) Takei.